# Reefs Harbour
Reefs Harbour is een gemeentevrij dorp in de Canadese provincie Newfoundland en Labrador. De plaats maakt deel uit van het local service district Reefs Harbour-Shoal Cove West-New Ferolle.

## Geografie
Reefs Harbour ligt aan de westkust van het Great Northern Peninsula, het meest noordelijke gedeelte van het eiland Newfoundland. Het dorp ligt net ten zuiden van Shoal Cove West, aan de oevers van St. Margaret Bay.

## Demografie
In zowel 1991 als 1996 stelde de vijfjaarlijkse Canadese volkstelling een inwoneraantal van 115 vast.
Vanaf de volkstelling van 2001 worden er niet langer aparte censusdata voor Reefs Harbour bijgehouden, aangezien de plaats vanaf dan valt onder de designated place (DPL) Reefs Harbour-Shoal Cove West-New Ferolle. Die DPL is een combinatie van de drie dorpen aan de noordkust van het schiereiland New Ferolle en kende tussen 1996 en 2016 een bevolkingsdaling van 50,1%.